# Аббас-Абад

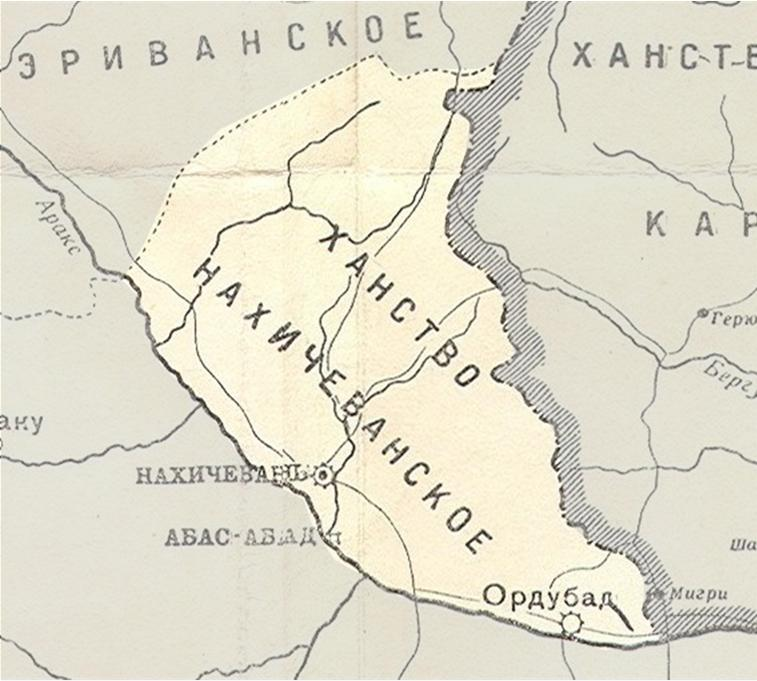
Абасс-Абад на карте Нахичеванского ханства

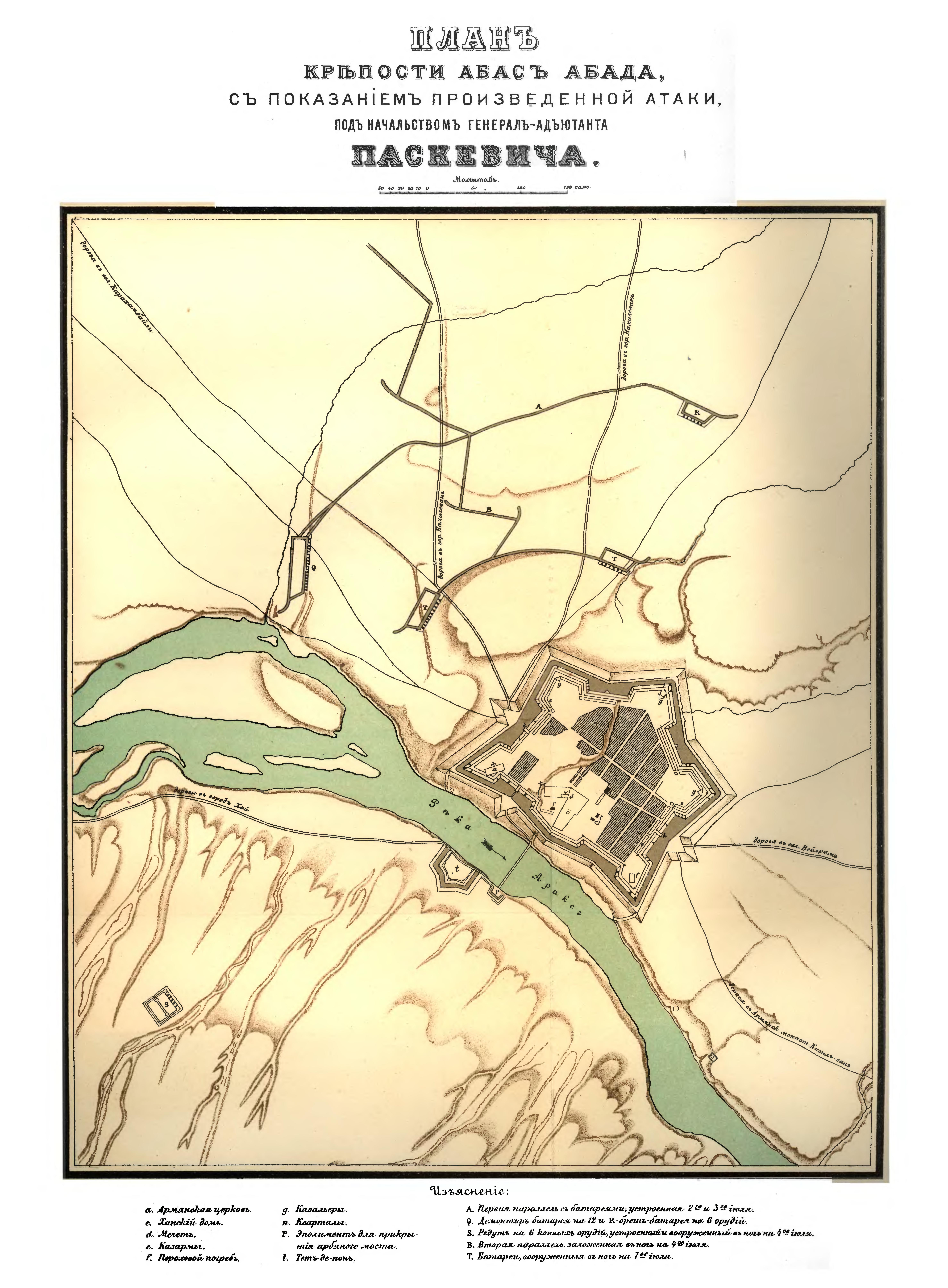
1827 год. План города-крепости Аббас-Абад

Аббас-Абад (устар. Аббасъ-абадъ) — персидская крепость на левом берегу реки Аракс в 10 верстах к юго-западу от Нахичевани. Являлась оплотом персидских войск в Нахичеванском ханстве, обеспечивала переправу через Аракс и дорогу к столице Иранского Азербайджана городу Тебризу. На территории крепости имелась старинная армянская церковь.

## Строительство
Была воздвигнута перед русско-персидской войной 1826—1828 годов по приказу Аббас-Мирзы, персидского валиагда (наследника престола) и наместника Азербайджана, при помощи английских инженеров. Была построена на месте старинного армянского города Ардахта разрушенного Надир-Шахом. Ардахта был крупным городом о чём свидетельствовали развалины города и большое кладбище, из могильных плит которого были построены эскарп и контрэскарп аббас-абадской крепости. Сама же крепость представляла собой пятиугольник бастионного начертания, примкнутый длинным фасом к Араксу, ров имел ширину шесть метров и глубину четыре метра.

## Взятие Аббас-Абада
После нескольких дней осады русскими войсками под начальством Паскевича, спешившие под начальством Аббаса-Мирзы на выручку крепости персидские войска были разгромлены в сражении при Джеван-Булаке, и 7 июля 1828 года комендант Мегемет-Эминь-хан, сдался со всем гарнизоном.

## Последующая история
В Нахичеванском ханстве было введено русское управление, военная и административная власть области была сосредоточена в руках аббас-абадского коменданта, которым был назначен генерал-майор барон Остен-Сакен.
С овладением крепостью русские закрепились в Нахичеванском ханстве, для начала мирных переговоров с персами был послан Грибоедов.
Взятые в Аббас-Абадской крепости трофейные орудия после войны были подарены Николаем I наследному принцу Аббас-Мирзе.
Существовала до 27 марта 1834 года и затем была упразднена.
До середины XIX века участок правобережья Аракса, прилегающий к крепости, входил в состав Российской империи, а в XX веке стал частью советского Азербайджана.
Руины крепости сохранялись вплоть 1970-х годов, когда они были затоплены при строительстве Аракского водохранилища.